# NGC 4949
NGC 4949 é uma galáxia espiral barrada (SBb/P) localizada na direcção da constelação de Coma Berenices. Possui uma declinação de +29° 01' 45" e uma ascensão recta de 13 horas, 04 minutos e 18,1 segundos.
A galáxia NGC 4949 foi descoberta em 19 de Abril de 1865 por Heinrich Louis d'Arrest.